# Palau (Sardinien)
Palau ist eine italienische Gemeinde mit 4113 Einwohnern (Stand 31. Dezember 2023) im Nordosten Sardiniens in der Provinz Nord-Est Sardegna. Palau grenzt an die Gemeinden Arzachena, La Maddalena, Santa Teresa Gallura und Tempio Pausania.

## Sehenswürdigkeiten
Oberhalb der Küste führt eine Panoramastraße zum Capo d’Orso, wo „Der Bär“, eine gigantische Formation der für die Gallura typischen Granitfelsen, über die Costa Smeralda wacht.

### Festung Monte Altura
Wenige Kilometer westlich des Stadtkerns von Palau liegt auf dem Monte Altura eine Festung, die in den Jahren 1889 bis 1891 aus lokal gewonnenem Gestein errichtet wurde. Sie war Teil des Verteidigungssystems um La Maddalena.

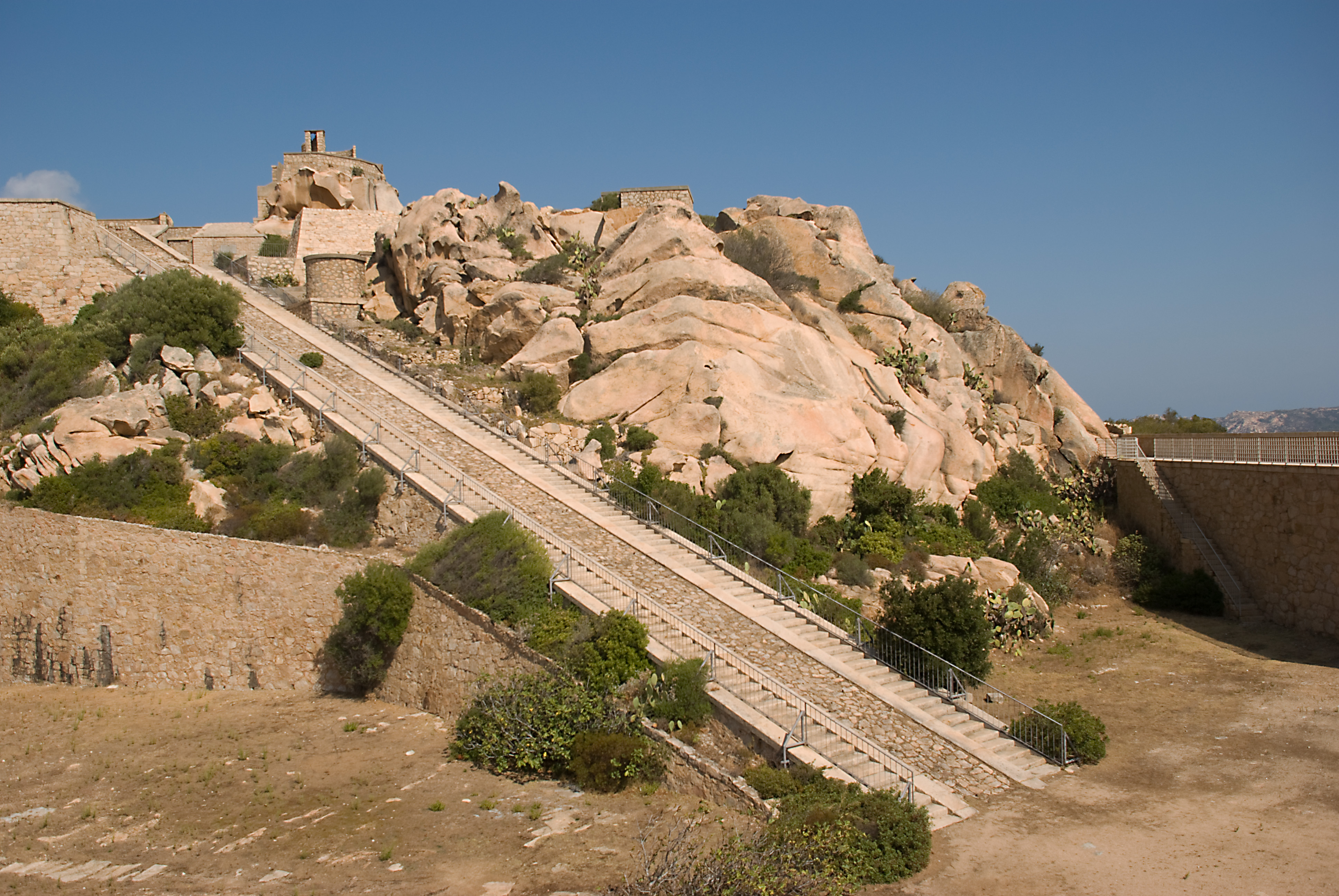
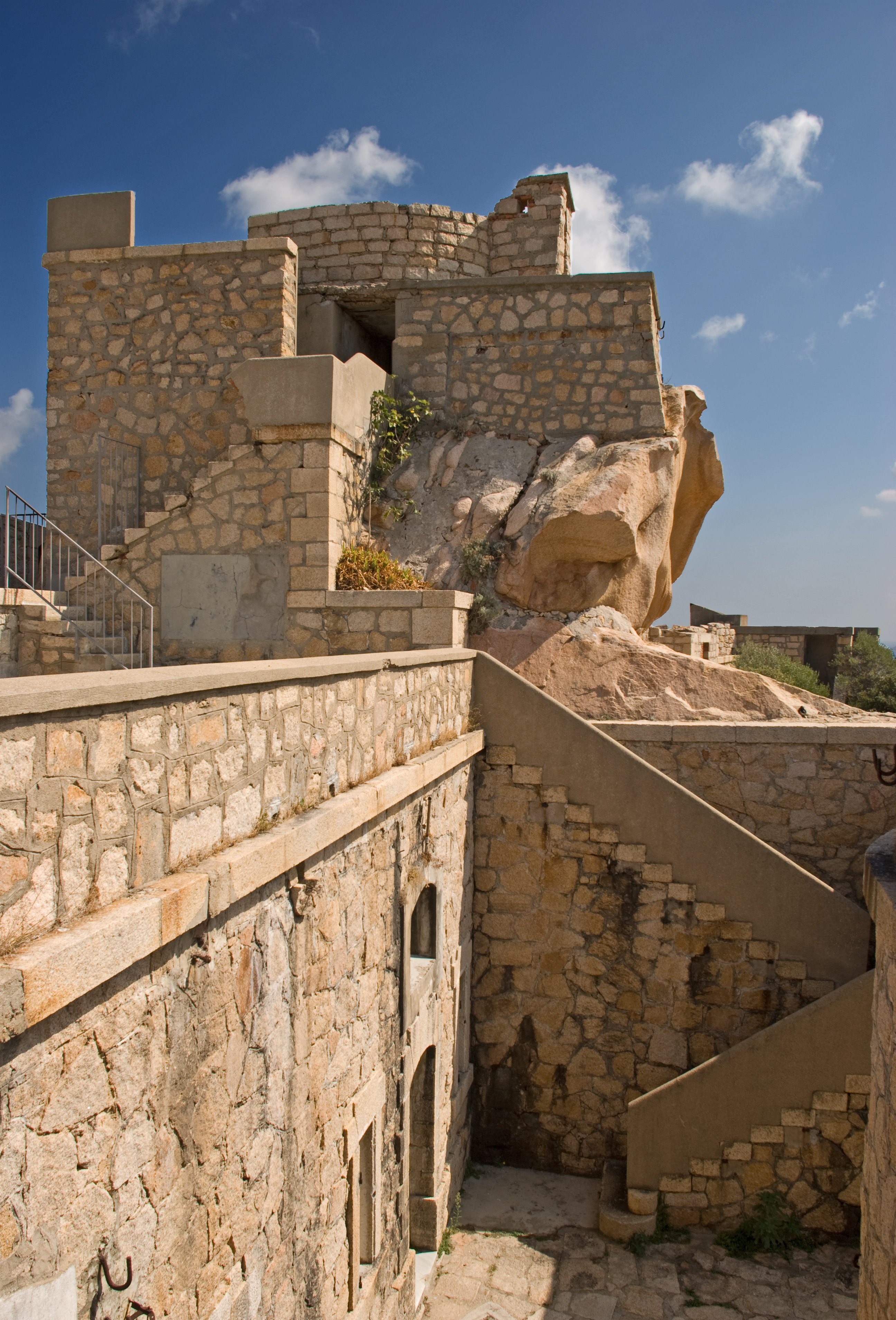
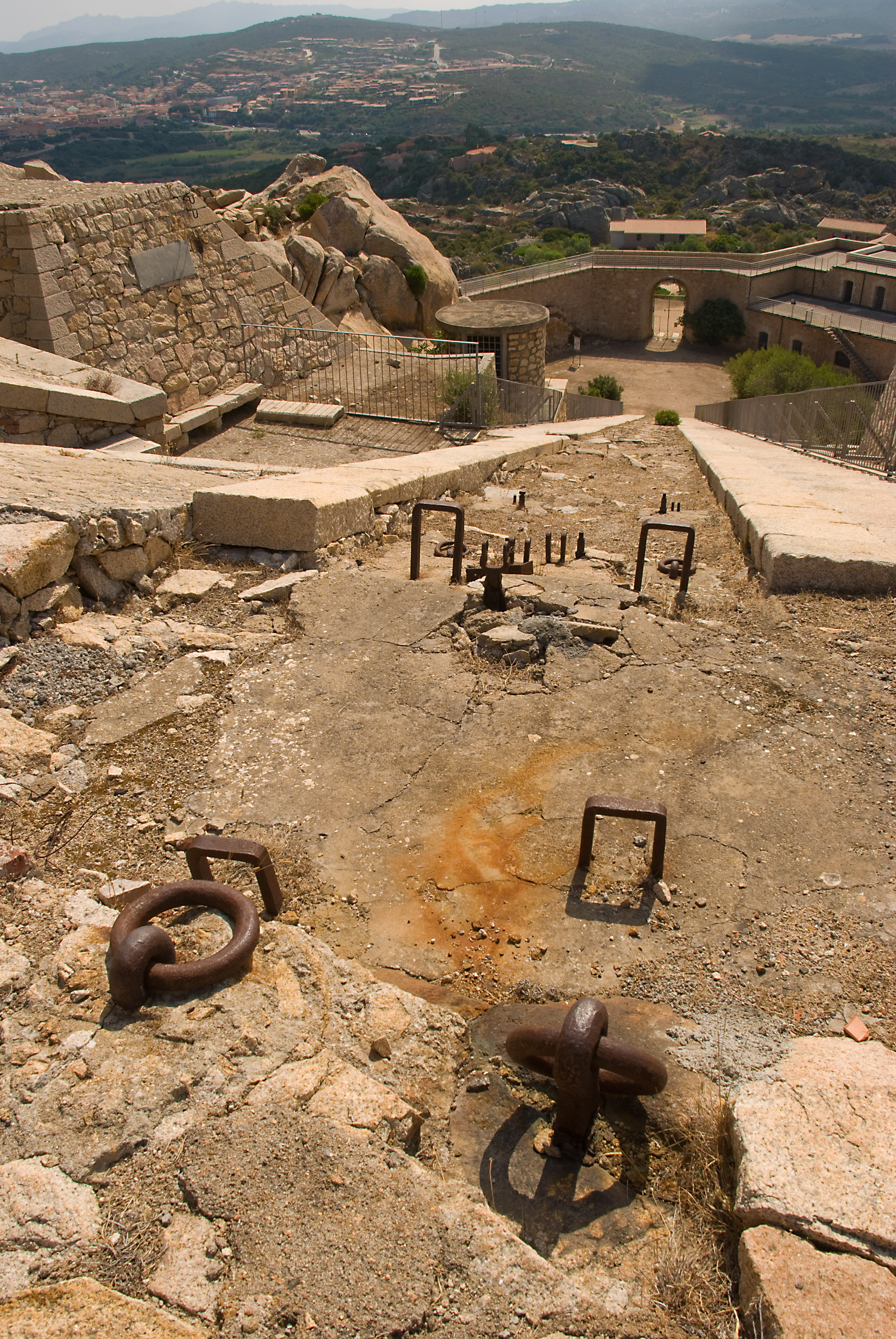
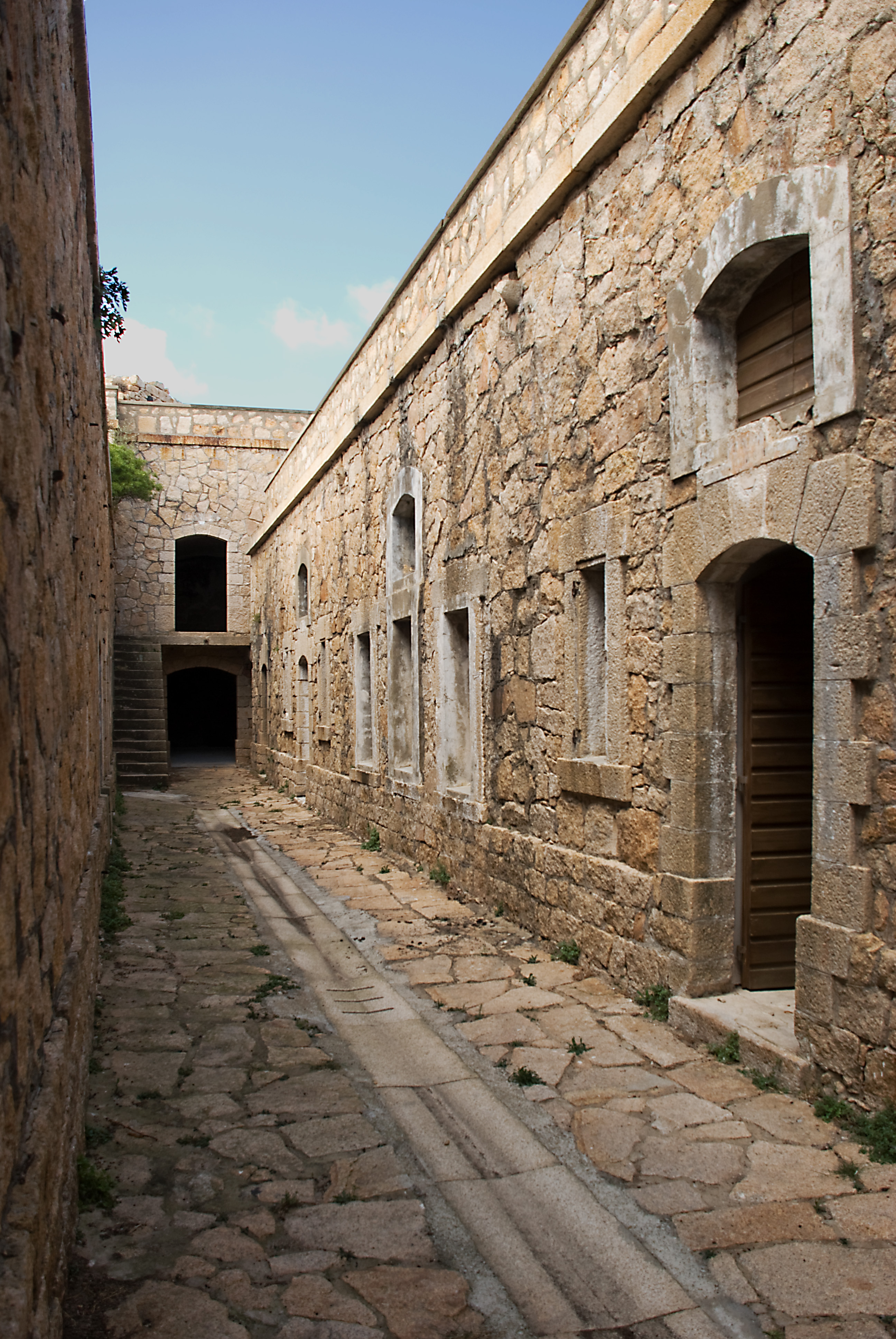

## Verkehr

### Schifffahrt
Palau ist eine Hafenstadt. Von dem kleinen Fährhafen fahren bis zu 80 Mal am Tag Autofähren, der Reedereien Delcomar und Maddalena Lines, auf die Insel La Maddalena. Die durchschnittliche Fahrtzeit beträgt 15 Minuten. Der Hafen wurde früher auch von den Fährschiffen der Reedereien Saremar, EneRmaR, Tremar und in manchen Jahren auch aus Genua, Neapel und Porto-Vecchio (Korsika) angelaufen.
Außerdem starten im Jachthafen private Ausflugsboote ihre Touren durch den La-Maddalena-Archipel und entlang der Küste. Diese Inseln sind Teil einer versunkenen Landbrücke zwischen Sardinien und Korsika. Sie gehören zum Nationalpark La-Maddalena-Archipel und ein Teil der Inseln darf nur im Rahmen geführter Touren betreten werden.

### Bahn
Palau besitzt zwei Bahnhöfe an der schmalspurigen Bahnstrecke Sassari–Palau, die in den Sommermonaten vom Trenino Verde bedient werden. Der eine Bahnhof (Palau) befindet sich am Südende von Palau, der andere bildet das Streckenende am Hafen von Palau (Palau Marina). Dazwischen liegt eine Spitzkehre mit einem Bahnsteig, wo jedoch nur der Zugbegleiter aussteigt, um die Weiche zu stellen. In Palau Marina befindet sich ein sog. „Trenino-verde-Point“, bestehend aus einem abgestellten Wagen, wo Tickets gekauft werden können. Von Palau fahren die Züge nach Tempio Pausania, wo man in Züge nach Sassari umsteigen kann.

## Persönlichkeiten
- Alberto Ponis (1933–2024), italienischer Architekt und «Sardiniens Architekt»